# 朱術堣
光泽王朱术堣（16世纪—17世纪），明朝光泽庄懿王朱宪的嫡长子。
萬曆十九年（1591年）受封光泽長子。万历三十一年（1603年），朱宪去世。万历三十四年（1606年）五月，明神宗派吏科左給事中劉道隆、行人宋時魁冊封朱術堣袭封光泽王。
万历三十九年（1611年）二月，因为辽藩宗室们和撫按的請求，朱術堣受命管理辽王府事。
万历四十二年（1614年）十月，大臣錢春查出光澤王府退出田地零星湊合计五百三十六頃十一畝。
朱術堣请求奉祀辽王府。天启七年（1627年）七月，禮部尚書來宗道为此上奏，获准。
朱術堣不知何年去世，有何谥号。子朱俨铁袭封。